# Götz von Selle

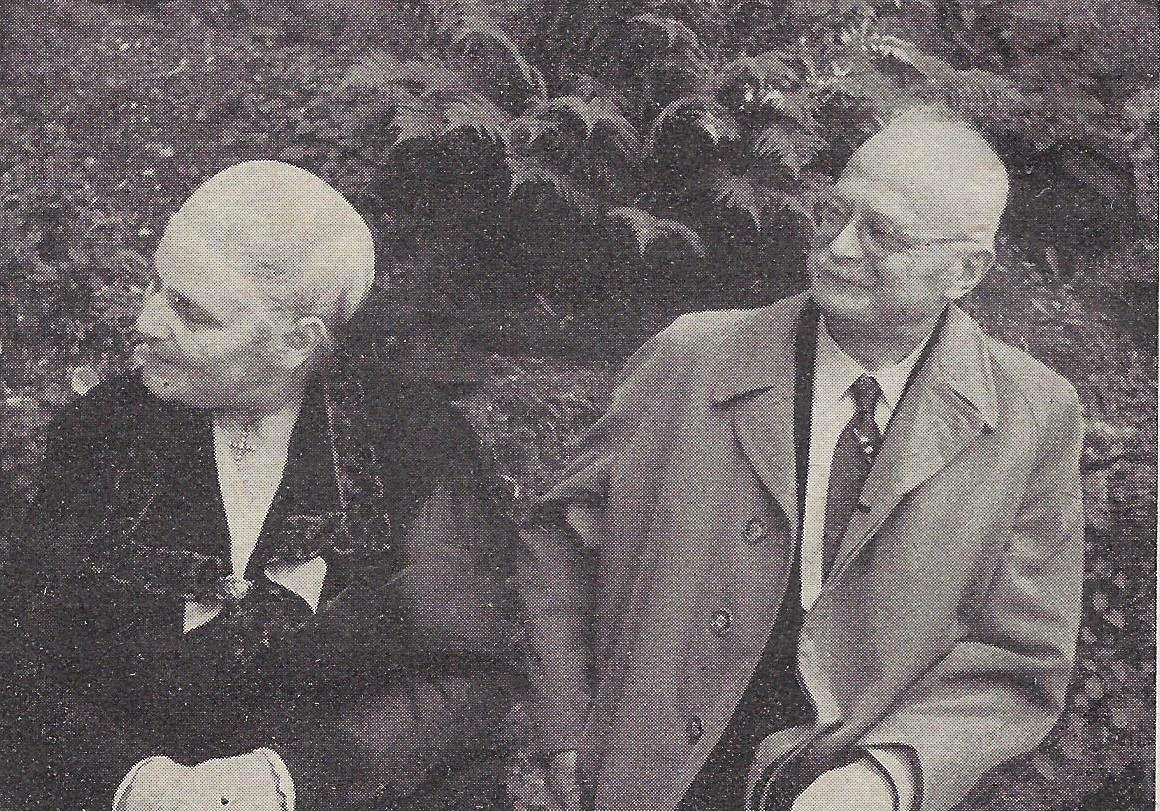
Erna Hoffmann und Götz v. Selle (1956)

Stefan Hans Götz von Selle (* 28. Januar 1893 in Torgau; † 6. Oktober 1956 in Göttingen) war ein deutscher Bibliothekar und Historiker.

## Leben
Er war ein Sohn des suk. Lieutenants und Adjutanten im 4. Thüring.-Infanterie-Reg. Nr. 72 Hans von Selle und seiner Ehefrau Augusta Ludovika Wilhelmina geb. Freiin von Hanstein.
Götz von Selle besuchte das Gymnasium Steglitz. Nach dem Abitur studierte er an der Friedrich-Wilhelms-Universität Berlin, der Christian-Albrechts-Universität zu Kiel und der Georg-August-Universität Göttingen. In Geschichte, Kunstgeschichte und Iranistik promovierte er 1920 in Göttingen zum Dr. phil.
Da sich sein Wunsch nach Vertiefung in die iranische Philologie nicht verwirklichen ließ, machte er das Staatsexamen in Geschichte, Evangelischer Theologie und Staatswissenschaften. 1924 übernahm er die Einrichtung und Verwaltung des Göttinger Universitätsarchivs. 1928 trat er als Bibliothekar in den Dienst der Universitätsbibliothek Göttingen. Zwischenzeitlich war er 1929/30 an der Staatsbibliothek zu Berlin. Am 1. Mai 1937 trat er der NSDAP bei (Mitgliedsnummer 4.138.237). Im Jahre 1938 wurde er in Göttingen zum Bibliotheksrat und im Februar 1939 zum Honorarprofessor der Philosophischen Fakultät ernannt. Zugleich erhielt er einen Lehrauftrag für Bibliothekswissenschaft und Hochschulgeschichte.

### Königsberg
Im selben Jahr folgte er dem Ruf der Albertus-Universität; als Professor für Deutsche Bildungs- und Geistesgeschichte übernahm er die Stelle des Ersten Bibliotheksrats und stellvertretenden Direktors der Staats- und Universitätsbibliothek Königsberg.
Er schrieb die Geschichte der Albertus-Universität, die der Rektor Hans-Bernhard von Grünberg und der Senat zum 400-jährigen Jubiläum der Albertina in Auftrag gegeben hatten. Im Geleitwort zur 2. Auflage (1956) schrieb Herbert Kraus:

„Damals konnte den Zeitläuften entsprechend nur eine ganz kleine Auflage erscheinen; sie war schnell verschwunden, wobei freilich auch die Kriegsereignisse ihren vernichtenden Einfluß geltend gemacht haben. So rechtfertigen schon äußere Gründe das Wiedererscheinen des Werkes.“

Von Selle war während des Deutsch-Sowjetischen Krieges  Verbindungsmann des Sonderstabs Gustav Abb zur Heeresgruppe Nord. Gustav Abb leitete im Einsatzstab Reichsleiter Rosenberg (ERR) den Buchraub in den eroberten Gebieten.

### Göttingen
Er verkörpert die engen Beziehungen der Georg-August-Universität Göttingen und der untergegangenen Albertus-Universität Königsberg. Am Wiedereintritt in den Bibliotheksdienst hinderte ihn sein Gesundheitszustand; auf Bitten von Rektor und Senat übernahm er den Wiederaufbau und die Leitung des Universitätsarchivs, dessen Bestände im Zweiten Weltkrieg ausgelagert waren.
Mit Friedrich Hoffmann gehörte er zu den Gründern des Göttinger Arbeitskreises. Nach Hoffmanns Tod führte er die Arbeit der von ihm gegründeten Meldestelle der Ostdeutschen Hochschulen fort. An seiner Stelle redigierte er ab 1951 auch das Jahrbuch der Albertus-Universität zu Königsberg/Pr.
Im April 1956 wählten ihn die Freunde Kants zum ersten Kanzler. Sechs Monate später starb er mit 63 Jahren. Beigesetzt wurde er auf dem Stadtfriedhof (Göttingen).
Verheiratet war er seit 1921 mit Erika Freiin von Bodenhausen aus der Linie Arnstein (1894–1984). Die einzige Tochter aus dieser Ehe war Gabriele Freifrau Grote geb. von Selle (1922–2017).

## Werke
- Ein akademischer Orden in Göttingen um 1770, in: Göttingische Nebenstunden 4, 1927
- Die Georg-August-Universität zu Göttingen. 1737–1937. Vandenhoeck & Ruprecht, Göttingen 1937
- Die Matrikel der Georg-August-Universität zu Göttingen 1734–1837. Hildesheim, Leipzig 1937
- Geschichte der Albertus-Universität zu Königsberg in Preußen. Königsberg 1944. 2. Auflage: Würzburg 1956
- Deutsches Geistesleben in Ostpreußen. Göttinger Arbeitskreis, Gräfe und Unzer, Königsberg 1948
- Preußenbrevier. Frankfurt am Main, 1951
- Universität Göttingen – Wesen und Geschichte. Musterschmidt, Göttingen 1953
- Ostdeutsche Biographien – 365 Lebensläufe in Kurzdarstellungen. Hrsg. vom Göttinger Arbeitskreis. Würzburg 1955